# Reichelt (Supermarkt)
Die Otto Reichelt GmbH ist eine ehemals eigenständige Supermarktkette mit 53 Filialen in Berlin und dem näheren Umland, die überwiegend von Einzelkaufleuten (e.K.) geführt wurden. Seit 29. Januar 2017 treten die ehemaligen Reichelt-Märkte ausschließlich als Edeka-Märkte am Markt auf. Die Otto Reichelt GmbH gehört zum Konzern der Edeka Minden-Hannover Stiftung & Co. KG.

## Geschichte

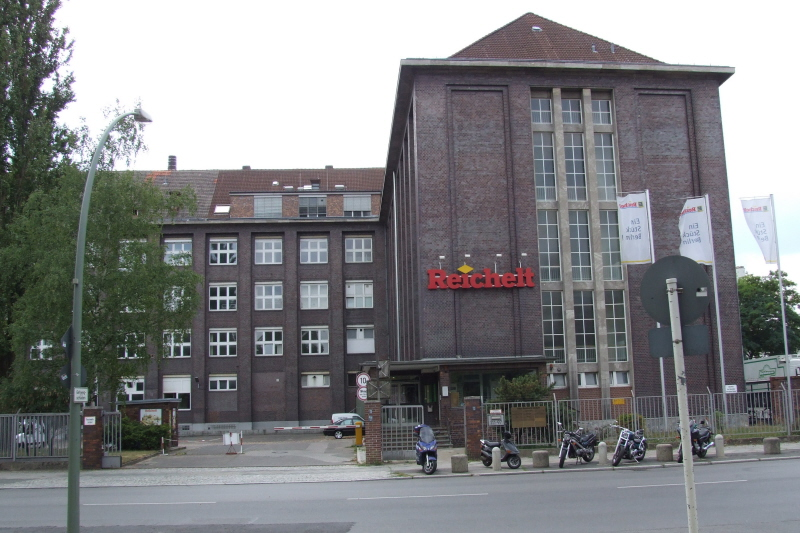
Ehemalige Zentrale von Reichelt, 2006

Reichelt wurde 1903 von Otto Reichelt gegründet. Als Kaffee Reichelt, 1950 geändert zur GmbH und 1991 zur AG umgewandelt, hatte das Unternehmen seinen Sitz in Berlin-Marienfelde.
Spätestens ab den 1950er Jahren war die Gesellschaft im Besitz der aus den Niederlanden stammenden Industriellenfamilie de Gruyter. Das Unternehmen erweiterte den Geschäftsbetrieb in den 1950er Jahren durch den Aufbau eigener Filialen als auch durch die Übernahme anderer Filialbetriebe, wie die Otto Thürmann GmbH. 1960 wurde die Produktion von Fleisch- und Wurstwaren aufgenommen. Nach dem Mauerbau war das Unternehmen im Wesentlichen auf West-Berlin beschränkt. Seit 1972 gehört auch eine Backwarenproduktion zum Unternehmensverbund.
Nach der Maueröffnung dehnte sich Reichelt langsam in Ost-Berlin und Brandenburg aus. Mit der Generationsfolge der Familie de Gruyter übernahm Ludovicus de Gruyter die Geschäftsführung der GmbH. In der Folge wurde die Expansion durch die Eröffnung neuer Filialen in Berlin und Brandenburg vorangetrieben. Zur Finanzierung dieses Wachstums wurde die GmbH in eine AG umgewandelt und die Aktien 1991 an die Börse gebracht. Es setzte ein starkes Wachstum ein, das aus betriebswirtschaftlicher Sicht nicht immer sinnvoll war. So beschäftigte man 1992 rund 6000 Mitarbeiter, betrieb 89 Märkte und erwirtschaftete einen Umsatz von über 1,3 Milliarden Mark. Bereits zu Beginn des Folgejahres war die Zahl der Filialen auf 94, die Mitarbeiteranzahl um rund 300 und der Umsatz auf über 1,5 Milliarden Mark gewachsen. Zusätzlich gab es eine Strategieänderung – die Otto Reichelt AG (eigentlich im gehobenen Marktsegment beheimatet) begann, Aldi bei den Waren des täglichen Bedarfs mit den Eigenprodukten preislich Konkurrenz zu machen, d. h. Aldi zu unterbieten. Diese Strategie ging nicht auf, im Jahr 1995 gab die Familie de Gruyter ihre verbleibende Beteiligung (60 %) an die Edeka Minden-Hannover e. G. ab.
Die bisherigen Produktionsbereiche Wurstwaren und Backwaren wurden in der Folgezeit in eigenständige Gesellschaften ausgegliedert. Die Backwarenproduktion wurde in die Otto Thürmann GmbH eingebracht. Die Filialen wurden in A- (hochwertige) und B- (schlechter bestückte) Filialen gegliedert. Doch auch die Umstrukturierungen unter der Edeka-Führung brachten die Otto Reichelt AG nicht wieder nachhaltig in Gewinnzone. Im November 2001 waren 6400 Menschen bei Reichelt beschäftigt.
Im Jahr 2002 erfolgte der Squeeze-out der verbliebenen Aktionäre und die Aktiengesellschaft wurde nach 11 Jahren wieder in eine GmbH umgewandelt. Ab 2004 begann eine Filialbereinigung. Kleine Flächen bis 800 Quadratmetern und Filialen außerhalb Berlins wurden in andere Edeka-Vertriebslinien überführt, insgesamt waren dies 24 Filialen alleine im Jahr 2004. Im selben Jahr schlossen zehn Standorte. Die Otto Thürmann GmbH wurde 2005 innerhalb der Edeka Minden-Hannover Gruppe auf die Schäfers Brot- und Kuchenspezialitäten GmbH verschmolzen und existiert seither nicht mehr. Das eigene Zentrallager in Berlin-Marienfelde wurde aufgegeben. Die Belieferung der Filialen erfolgte nun vom Edeka-Lager in Grünheide (Mark). Auch die Verwaltung zog nach Grünheide um. In Berlin-Marienfelde gab es das Fleischwerk, das neben den Filialen von Reichelt auch andere Geschäfte im Edeka-Verbund belieferte. Im gleichen Jahr erfolgte die Umflaggung, ab Sommer 2005 firmierten die Filialen als Edeka-Reichelt.
Ab 2010 wurden die Reichelt-Märkte, wie bei Edeka üblich, überwiegend von Einzelunternehmern geführt.
Durch Beschluss der Gesellschafterversammlung vom Dezember 2013 wurde der Unternehmenssitz im Februar 2014 von Berlin ins brandenburgische Grünheide (Mark) verlegt.
Ende Dezember 2016 wurde bekannt, dass der Name Reichelt für die Filialen aufgegeben werden soll und geplant war, die Märkte bis Anfang Februar 2017 in Edeka-Standorte umzuflaggen. Zum 29. Januar 2017 erfolgte die Umbenennung, alle Reichelt-Märkte präsentieren sich seither als Edeka-Märkte.

## Unternehmenspolitik

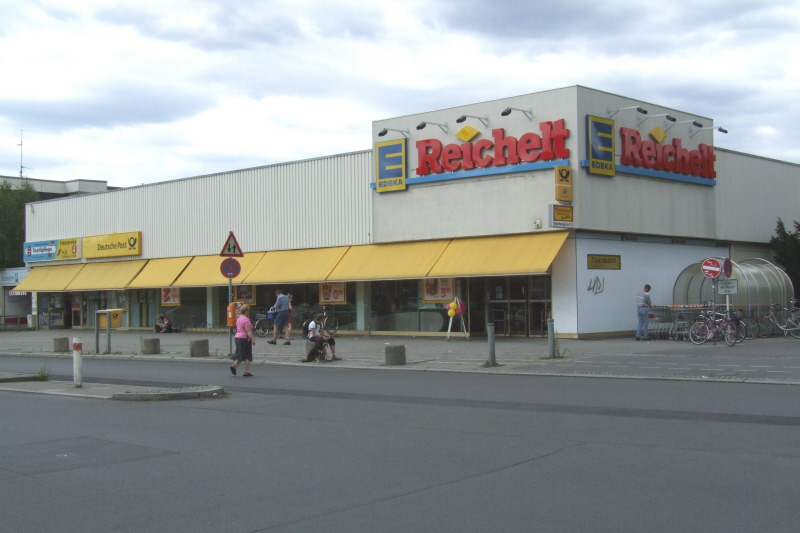
Reichelt-Filiale, Hildburghauser Straße, 2006

Reichelt nahm stets eine Vorreiterrolle im Lebensmittelhandel ein. So eröffnete das Unternehmen 1955 den ersten SB-Laden, wenig später wurde mit dem Verkauf von frischem Obst und Gemüse begonnen. 1960 folgten Frischfleischtheken, die vom eigenen Fleischwerk beliefert wurden. Ständig vergrößert wurden auch die Verkaufsflächen der Filialen. 1962 wurden erstmals Läden mit mehr als 1000 m² eröffnet, 1972 gab es den ersten Großraummarkt mit 2000 m².
Seit der Übernahme durch Edeka konzentriert sich Reichelt auf die größeren Filialen mit mehr als 800 m² Verkaufsfläche. Das Filialnetz von Reichelt schrumpfte von 86 auf 53 Märkte, auch bedingt durch die Konzentration auf Berlin und das nähere Umland. Die meisten der aufgegebenen Geschäfte wurden als Edeka-Märkte weitergeführt. Die eigenen Läden wurden rundum modernisiert. Die Konsolidierungsphase nach der Übernahme durch Edeka wurde ab 2005 als abgeschlossen betrachtet. Nun wollte Reichelt wieder expandieren. Es sollten ab 2006 pro Jahr etwa sechs neue Märkte eröffnet werden.
2007 wurden unter der Marke Reichelt 55 Märkte mit ca. 68.500 m² Verkaufsfläche sowie ein eigenes Fleischwerk betrieben. 
Am 6. August 2007 wurde im Ortsteil Wilmersdorf der mit 17.000 m² Verkaufsfläche und 20.000 Artikeln erste größere 24-Stunden-Supermarkt Berlins eröffnet, der mit Ausnahme der Zeit von wöchentlich Samstag 23 Uhr bis Montag 8 Uhr durchgehend geöffnet ist.